# Coppa della Regina 2023-2024 (pallavolo)
La Coppa della Regina 2023-2024, 49ª edizione della coppa nazionale di pallavolo femminile, si è svolta dal 26 al 28 gennaio 2024: al torneo hanno partecipato sei squadre di club spagnole e la vittoria finale è andata per la prima volta al JAV Olímpico.

## Regolamento
La formula ha previsto quarti di finale (a cui non hanno partecipato le prime due classificate al girone di andata della Superliga Femenina de Voleibol 2023-24, già qualificate alle semifinali), semifinali e finale.

## Squadre partecipanti
| Squadra      | Qualificazione                     |
| ------------ | ---------------------------------- |
| Ciutadella   | 1ª al girone di andata SFV 2023-24 |
| Esquimo      | Squadra organizzatrice             |
| Haris        | 5ª al girone di andata SFV 2023-24 |
| Haro         | 4ª al girone di andata SFV 2023-24 |
| JAV Olímpico | 2ª al girone di andata SFV 2023-24 |
| Sant Cugat   | 3ª al girone di andata SFV 2023-24 |

## Torneo

### Tabellone
|  | Quarti di finale | Quarti di finale |              |            | Semifinali | Semifinali |  |  | Finale | Finale |  |
|  |                  |                  |              |            |            |            |  |  |        |        |  |
|  |                  |                  |              |            | Ciutadella | 3          |  |  |        |        |  |
|  |                  |                  |              |            | Ciutadella | 3          |  |  |        |        |  |
|  |                  |                  | Sant Cugat   | 2          |            |            |  |  |        |        |  |
|  | Sant Cugat       | 3                | Sant Cugat   | 2          |            |            |  |  |        |        |  |
|  | Sant Cugat       | 3                |              |            |            |            |  |  |        |        |  |
|  | Haro             | 1                |              |            |            |            |  |  |        |        |  |
|  | Haro             | 1                |              | Ciutadella | 1          |            |  |  |        |        |  |
|  |                  |                  |              |            |            |            |  |  |        |        |  |
|  |                  |                  | JAV Olímpico | 3          |            |            |  |  |        |        |  |
|  |                  |                  | JAV Olímpico | 3          |            |            |  |  |        |        |  |
|  |                  |                  |              |            |            |            |  |  |        |        |  |
|  |                  |                  |              |            |            |            |  |  |        |        |  |
|  |                  | JAV Olímpico     | 3            |            |            |            |  |  |        |        |  |
|  |                  |                  | 3            |            |            |            |  |  |        |        |  |
|  |                  |                  | Haris        | 0          |            |            |  |  |        |        |  |
|  | Esquimo          | 1                | Haris        | 0          |            |            |  |  |        |        |  |
|  | Esquimo          | 1                |              |            |            |            |  |  |        |        |  |
|  | Haris            | 3                |              |            |            |            |  |  |        |        |  |

### Risultati

#### Quarti di finale
| 26 gennaio 2024 Deportivo Los Montecillos, Dos Hermanas Durata: 1h:45 - Spettatori: 1 300 | Sant Cugat | 3 - 1 | Haro  | 25-18, 16-25, 25-23, 25-19 |
| 26 gennaio 2024 Deportivo Los Montecillos, Dos Hermanas Durata: 1h:48 - Spettatori: 1 450 | Esquimo    | 1 - 3 | Haris | 25-22, 21-25, 20-25, 20-25 |

#### Semifinali
| 27 gennaio 2024 Deportivo Los Montecillos, Dos Hermanas Durata: 2h:10 - Spettatori: 1 200 | Ciutadella   | 3 - 2 | Sant Cugat | 25-23, 25-18, 20-25, 22-25, 15-11 |
| 27 gennaio 2024 Deportivo Los Montecillos, Dos Hermanas Durata: 1h:12 - Spettatori: 1 200 | JAV Olímpico | 3 - 0 | Haris      | 25-16, 25-22, 25-18               |

#### Finale
| 28 gennaio 2024 Deportivo Los Montecillos, Dos Hermanas Durata: 1h:55 - Spettatori: 1 500 | Ciutadella | 1 - 3 | JAV Olímpico | 29-27, 22-25, 22-25, 22-25 |

## Statistiche
| Rendimento individuale | Rendimento individuale | Rendimento individuale | Rendimento individuale |
| Pos.                   | Nome                   | Punti                  | Squadra                |
| ---------------------- | ---------------------- | ---------------------- | ---------------------- |
| 1                      | Jimena Fernández       | 56                     | Ciutadella             |
| 2                      | Saray Manzano          | 36                     | JAV Olímpico           |
| 3                      | Antonela Fortuna       | 33                     | Ciutadella             |
| 3                      | Dayana Segovia         | 33                     | Haris                  |
| 5                      | Aina Berbel            | 31                     | Sant Cugat             |
| 5                      | Maria Brun             | 31                     | Sant Cugat             |
| 5                      | Sulian Matienzo        | 31                     | JAV Olímpico           |

| Attacchi vincenti | Attacchi vincenti | Attacchi vincenti | Attacchi vincenti |
| Pos.              | Nome              | Punti             | Squadra           |
| ----------------- | ----------------- | ----------------- | ----------------- |
| 1                 | Jimena Fernández  | 42                | Ciutadella        |
| 2                 | Antonela Fortuna  | 31                | Ciutadella        |
| 3                 | Maria Brun        | 26                | Sant Cugat        |
| 3                 | Sulian Matienzo   | 26                | JAV Olímpico      |
| 3                 | Dayana Segovia    | 26                | Haris             |

| Muri vincenti | Muri vincenti    | Muri vincenti | Muri vincenti |
| Pos.          | Nome             | Punti         | Squadra       |
| ------------- | ---------------- | ------------- | ------------- |
| 1             | Aina Berbel      | 8             | Sant Cugat    |
| 1             | Caroline Godoi   | 8             | JAV Olímpico  |
| 3             | Jimena Fernández | 7             | Ciutadella    |
| 3             | Saray Manzano    | 7             | JAV Olímpico  |
| 3             | Lana Radaković   | 7             | Haris         |

| Battute vincenti | Battute vincenti          | Battute vincenti | Battute vincenti |
| Pos.             | Nome                      | Punti            | Squadra          |
| ---------------- | ------------------------- | ---------------- | ---------------- |
| 1                | Saray Manzano             | 7                | JAV Olímpico     |
| 2                | María Alejandra Del Burgo | 4                | JAV Olímpico     |
| 2                | Jimena Fernández          | 4                | Ciutadella       |
| 2                | Carla Jiménez             | 4                | Ciutadella       |
| 5                | Ivone Martínez            | 3                | Ciutadella       |
| 5                | Ariadna Priante           | 3                | Haris            |